# Jozef Žalobin
Jozef Žalobin (17. března 1883 Vinné – 28. prosince 1927 Vinné) byl slovenský a československý politik a meziválečný poslanec Národního shromáždění za Republikánskou stranu zemědělského a malorolnického lidu (agrárníky).

## Biografie
V roce 1919, při vpádu maďarských bolševiků na Slovensko, organizoval výzvědnou službu pro potřeby Československé armády a podával informace o pozicích maďarských vojsk. Byl výrazně protikomunisticky orientován. Podle údajů k roku 1926 byl profesí rolníkem ve Vinném. V agrární straně zastával funkci předsedy východoslovenské Domoviny.
V parlamentních volbách v roce 1925 získal mandát v Národním shromáždění.
Zemřel tragicky v prosinci 1927. S přítelem odešli na lov do lesa. Když se večer nevrátil, začali jej hledat. Druhého dne ráno našli jeho tělo s prostřelenou hlavou. Předběžné vyšetřování ukázalo, že byl zastřelen z lovecké pušky z blízkosti asi dvou metrů. V tisku byla jeho smrt označena za vraždu, ovšem nešlo o loupežnou vraždu, protože veškeré cennosti, které měl u sebe, zůstaly na místě. V roce 1928 byl v obci Vinné zatčen předseda místní organizace Komunistické strany Československa Saksoň pro podezření z vraždy poslance. Vyšetřovatele na stopu navedl bývalý tajemník KSČ František Tesařík z Michalovců.
Po jeho smrti získal jeho křeslo jako náhradník Andrej Tóth.